# Telipogon smaragdinus
Telipogon smaragdinus är en orkidéart som först beskrevs av Franco Pupulin och Mario Alberto Blanco, och fick sitt nu gällande namn av Norris Hagan Williams och Robert Louis Dressler. Telipogon smaragdinus ingår i släktet Telipogon och familjen orkidéer.
Artens utbredningsområde är Costa Rica. Inga underarter finns listade i Catalogue of Life.